# Dragones de Oaxaca
Los Dragones de Oaxaca es un equipo de fútbol profesional que participa en la Serie B de México. Fundado el 4 de septiembre de 2018 en Oaxaca de Juárez. El club disputa sus partidos como local en el Estadio Tecnológico de Oaxaca.

## Historia
El Dragones Fútbol Club fue fundado el 4 de septiembre de 2018, aunque durante sus primeros años de actividad el club únicamente compitió en categorías semiprofesionales. En 2020 el equipo se inscribió en la Tercera División de México, categoría en la que compitió desde ese año hasta 2025.
El 24 de mayo de 2025 el club logró su ascenso a la Liga Premier de México tras derrotar en la semifinal regional al club Estudiantes del COBACH. Una semana más tarde, el equipo perdió la final regional contra el club Héroes de Zaci, por lo que finalmente el equipo oaxaqueño fue ascendido a la Serie B, rama de la Liga Premier en la que compiten los equipos considerados como en desarrollo. El 31 de julio se confirmó la participación de los Dragones en esa categoría.

## Estadio
Desde la temporada 2025-26 los Dragones de Oaxaca disputan sus partidos como local en el Estadio Tecnológico de Oaxaca, el cual tiene aforo para 14 598 espectadores y podría ser ampliado para 25,000, todo el estadio cuenta con butacas. Cuenta con 72 palcos y contará con áreas comerciales. El equipo se trasladó a este estadio al tratarse del recinto deportivo más grande del estado de Oaxaca.
Antes de su ascenso de categoría el disputaba sus partidos en localidades de la región de los Valles Centrales de Oaxaca como Santa María del Tule y Zimatlán de Álvarez.

## Temporadas
| Temporada | División  | Posición                     |
| --------- | --------- | ---------------------------- |
| 2020/2021 | 5.Tercera | 9.º Grupo III                |
| 2021/2022 | 5.Tercera | 6.º Grupo II                 |
| 2022/2023 | 5.Tercera | 2.º Grupo II (Dieciseisavos) |
| 2023/2024 | 5.Tercera | 1.º Grupo II (Cuartos)       |
| 2024/2025 | 5.Tercera | 1.º Grupo II (Final de zona) |